# Aerangis confusa
Aerangis confusa J.Stewart, 1979 è una pianta della famiglia delle Orchidacee, diffusa in Africa Orientale.

## Descrizione
È una orchidea epifita, con fusto legnoso lungo sino a 10 cm, con 3-12 foglie disposte nella parte apicale, obovate o oblanceolate, di colore verde scuro con piccole macchie nere.

L'infiorescenza, pendente, si origina dall'ascella foliare, e comprende sino ad una decina di fiori di colore bianco, con sepali e petali lanceolato-ellittici, arcuati, acuminati e un labello ellittico o lanceolato, con apice acuminato e margine marcatamente ricurvo, dalla cui base si diparte uno sperone lungo 4–6 cm. I fiori si aprono nelle ore notturne ed emanano un forte odore simile a quello del gelsomino.

## Biologia
Al pari di molte altre Angraecinae, Aerangis confusa si riproduce per impollinazione entomofila da parte di farfalle notturne della famiglia Sphingidae; nel caso specifico sono state chiamate in causa quali insetti pronubi due differenti falene, Hippotion celerio e Daphnis nerii, la cui spirotromba ha una lunghezza comparabile a quella dello sperone del fiore.

## Distribuzione e habitat
La specie è diffusa in Kenya e nel nord della Tanzania.